# Edmond Veys
Edmond Veys (Brugge, 27 januari 1812 - aldaar, 22 juli 1867) was een Belgisch ambtenaar en historicus.

## Levensloop
Edmond Veys studeerde aan de Universiteit van Gent af als doctor in de rechten (1832). Van 1835 tot 1836 was hij archivaris van de provincie West-Vlaanderen en vervolgens afdelingshoofd bij dit bestuur.
Veys was bestuurslid van het Genootschap voor Geschiedenis te Brugge vanaf de oprichting en dit als secretaris. Het jaar daarop nam hij ontslag. Zijn inbreng als historicus was beperkt.
In 1846 maakte hij deel uit van de Commissie die, onder het voorzitterschap van dr. Isaac De Meyer de feesten voorbereidde voor de inhuldiging van het standbeeld van Simon Stevin. Bij die gelegenheid stelde Veys samen met stadsarchivaris Pierre Bogaerts een brochure op met biografische gegevens over Stevin en de andere beroemdheden waarvan een beeld, buste of medaillon op de Grote Markt van Brugge werd opgesteld. Dezelfde tekst werd opnieuw gebruikt in 1850 voor de beschrijving van de herbruikte ornamenten bij de septemberfeesten op de Grote Markt. 

## Publicaties
- Notice sur les anciens sceaux et armoiries de la ville de Bruges, in: Handelingen van het Genootschap voor Geschiedenis te Brugge, 1839, blz. 71-81.
- Appel aux littérateurs pour l'érection d'un monument à la mémoire de Jacques van Maerlandt
- (samen met Pierre Bogaerts), Notice historique sur Simon Stevin, suivie des notices biographiques des hommes illustres dont les statues, bustes et médaillons décorent la Grand'place de la ville de Bruges, à l'occassion des fêtes inaugurales de la statue de Simon Stevin, Brugge, Alph. Bogaert, 1846.
- (samen met Pierre Bogaerts), Notice biographique des hommes illustres dont les statuts, bustes et médaillons décorent de nouveau la Grand'place de la ville de Bruges à l'occasion des Fêtes de Septembre 1850, Brugge, Alph. Bogaert, 1850.